# Bolyai Farkas utca
A Bolyai Farkas utca, köznapi nevén Bolyai utca Marosvásárhely óvárosának (az egykori Szentmiklós-negyednek) központja. A Főtértől indul délkeleti irányba, a Bolyai Farkas Líceum előtt kiszélesedik – ezt a részét Bolyaiak terének is nevezik – majd tovább folytatódik déli irányba. Az utca mentén és környékén számos műemlék és történelmi szempontból jeles épület található.

## Története, részei
A mai Bolyai utca voltaképpen három különböző, eltérő rendeltetésű közterület összevonásából keletkezett.

### Nagyköz
A Nagypiactól (Főtér) a Régivásárig (Bolyaiak tere) vezető keskeny utcát 1575-ben említik először, mint Szent Miklos Uttzára menő Sikátor. 1676-ban már Nagy-közként szerepel. 1883-ban vette fel a Bolyai utca nevet Bolyai Farkas tiszteletére, aki ezen a környéken (a jelenlegi Köteles Sámuel utca 5. szám alatti ház elődjében) lakott, de a köznyelvben még több évtizedig Nagy-közként ismerték. A román hatalomátvétel után, 1920-ban Ștefan cel Mare után nevezték el, majd 1995-ben visszakapta a Bolyai nevet.
A sáros, poros, télen jeges utcát tréfásan Kutyaszorítónak is nevezték, ugyanis esőzések alkalmával itt ömlött le a víz az Óváros felől a Nagypiac felé, nehézkessé téve a közlekedést. 1869-ben árkokat hoztak létre, a 19. század végén több épületet emeltek az utca mentén. Mai formáját a 20. század elején, Bernády György polgármester szolgálatának idején nyerte el; ekkor teljes hosszában szabályozták és lekövezték.

### Régivásár
A Régivásár vagy Baromvásár, Baromfivásár, Régibaromvásár (megjegyzendő, hogy különböző időkben más-más helyeket neveztek Baromvásárnak) a jelenlegi Bolyai líceum előtti tér és annak környéke. Itt volt az ököradó beszolgáltatási helye, de az állatok mellett gabonát és fát is árultak, és egyes feltételezések szerint régen ez volt a város főtere. A középkorban itt állt a Szent Miklós-templom, a város első temploma, melyet a reformáció után elhagytak. A 17. század elején itt építették fel a református kollégiumot, a mai Bolyai Farkas Líceum elődjét. A 18–19. századokban a tér fokozatosan beépült, de még a 20. század első felében is tartottak itt vásárokat. Az 1950-es években parkosították, és itt állították fel a Bolyaiak szobrát. Gyakori megnevezése a Bolyaiak tere.

### Szentmiklós utca
A Szentmiklós utca a Kendeffy-háznál és a Teleki Tékánál kezdődő, dél, délkelet felé folytatódó utca volt; nevét a régivásári Szent Miklós-templomtól kölcsönözte. 1567-ben platea Sancti Nicolai, 1594-ben Zen Miklos Vtczaia néven említik. 1912-ben Gecse Dániel nevét vette fel. 1920-ban egyesítették a Bolyai utcával (Nagyközzel) Ștefan cel Mare név alatt (ebből az alkalomból átszámozták az egykori Gecse Dániel utca házait, ezért több régi könyvben nehezen áttekinthetőek a leírások). 1995-től a Liszt Ferenc utcai kereszteződésig Bolyai utcának nevezik, ettől délre változatlanul Ștefan cel Mare.

## Leírása
Az utca hossza 600 méter, autók által is járható. Az alábbi listában a házszámok a jelenlegi számozást jelölik, a páratlan számok az utca bal oldalán vannak.

### Az egykori Nagyköz

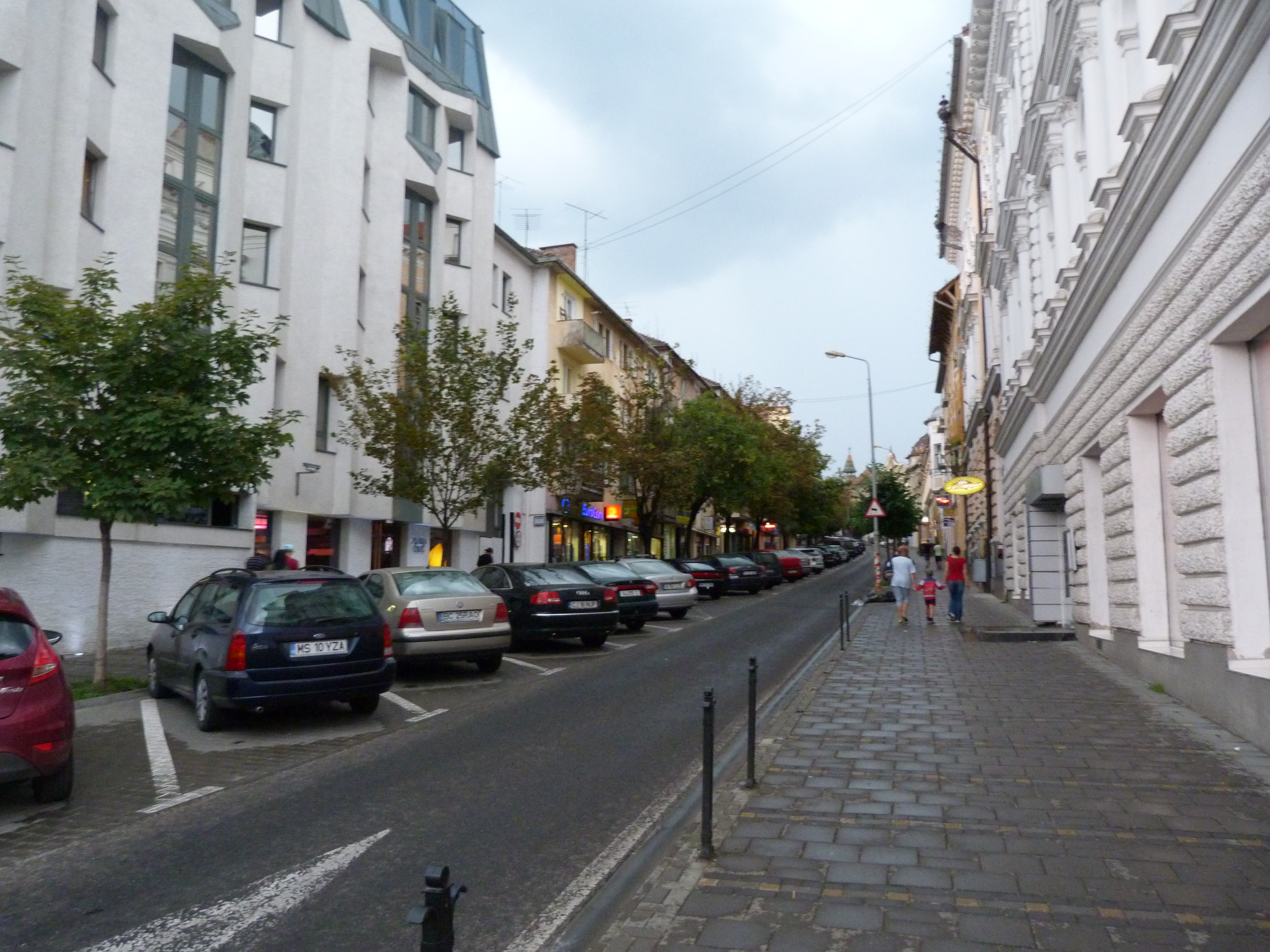
A Főtér felől

A viszonylag keskeny és meredek utca a Főtértől vezet fel a Bolyaiak teréig. Főként a 19. század végén és a 20. század elején épített szecessziós stílusú bérházak szegélyezik, közülük több Komor Marcell és Jakab Dezső tervei alapján épült.
- A főtéri kereszteződésnél áll az új Hotel Transilvania (1959; korábban itt állt a régi Transzilvánia Szálló), és a Papp-Bányai palota (1898).
- 2. Az Osztrák–Magyar Bank egykori székháza, 1902-ben épült.[6]
- 4. Szilágyi János-ház, 1911–12-ben épült Komor és Jakab tervei alapján.[7]
- 10. Minoriták bérháza, 1871-ben emelték Soós Pál építészmester tervei alapján, hogy jövedelméből fenntartsák a minoriták templomát és rendházát.[8]
- A Köteles Sámuel (egykori neve Térjmeg) és a Bolyai utca sarkán további szecessziós épületek állnak. Az 1. szám alatti (baloldali) házat a 19. század végén emelték Soós Pál tervei alapján; földszintjén működik a Nagy Imre képtár és a Café Tutun. A 2. szám alatti házat 1929-ben építették a katolikus egyház számára.[9]
- 12. Tolnai-ház. A 17. században emelt kisméretű kúria a város egyik legrégebbi, máig fennmaradt polgári épülete, és az egyetlen épület, mely megmaradt az egykori Nagyköz házai közül. 1885-től a Pálffy család tulajdona, az 1948-as államosítás után elhagyták. A romos épületet a 2000-es években felújították, jelenleg itt működik a Művészeti Egyetem zeneművészeti kara.[10]
- 16. Csíki-ház, 1911-ben épült Komor és Jakab tervei alapján.[7]

### Bolyaiak tere
A téren több utca fut össze: Márton Áron (korábbi nevei Régibaromvásár, Praporgescu, Csáky, Lupeni), Justiției (egykoron Werbőczy), Târgului (korábban Sáros, Eötvös, Dragalina), Kogălniceanu (Ebhát, majd Kazinczy), Borsos Tamás (korábban Fazakas). A teret a Bolyai líceum épületegyüttese uralja, előtte látható a Bolyaiak szobra.

#### Bal oldal

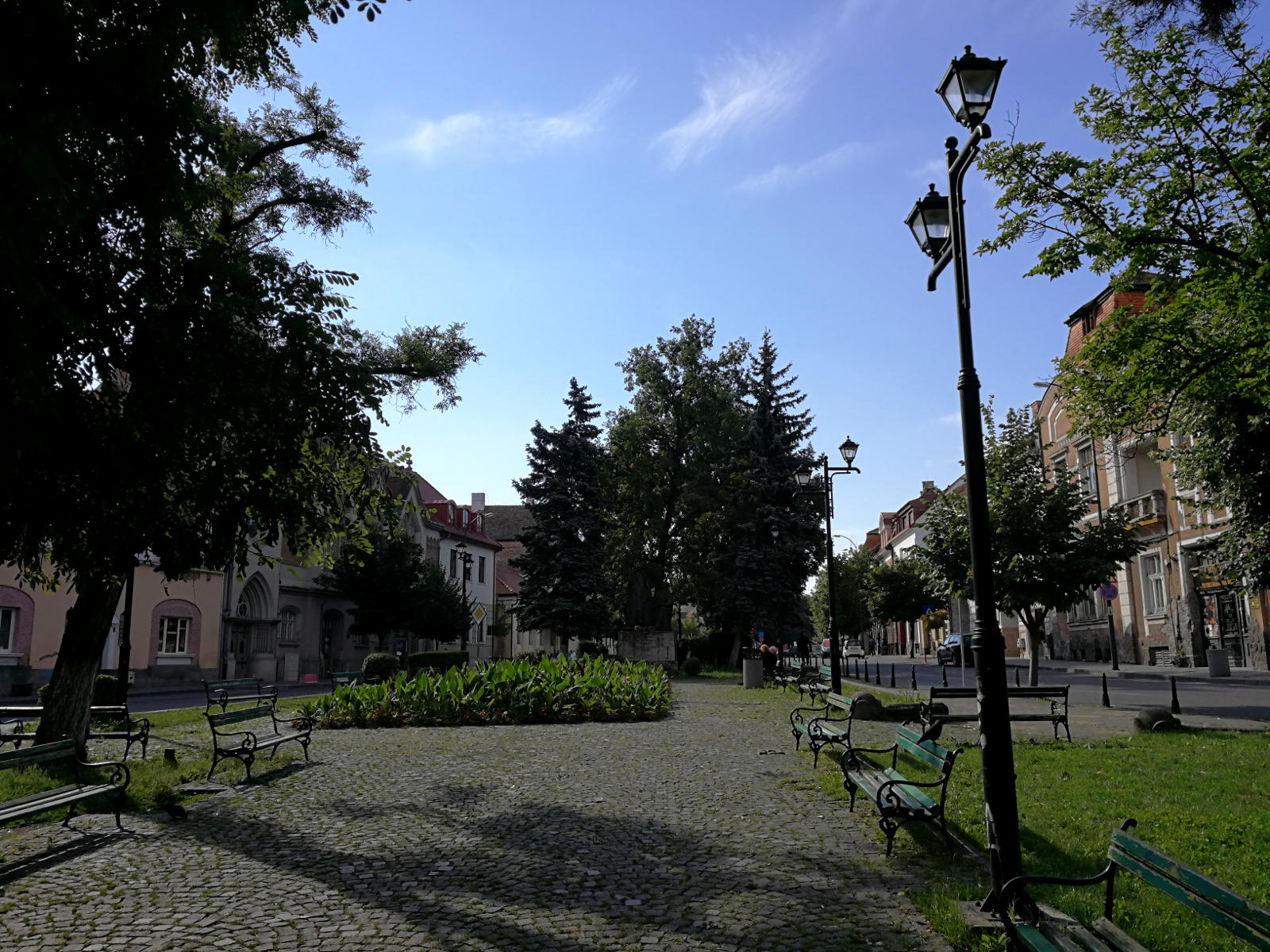
Bolyaiak tere

- 3. Bolyai Farkas Líceum. A 17. századig itt állt a Szent Miklós-templom, majd lebontották, és ide költöztették az 1557-ben alapított református kollégiumot. A ma álló épületegyüttest több szakaszban építették: 1802–1803-ban épült fel a bentlakás, 1871-ben a Nagyköz felőli szárny és a Tornacsarnok, 1900-ban a konviktus, 1908–1909-ben pedig Baumgarten Sándor tervei alapján a főépület. A kollégium tanári lakásait a Kazinczy (ma Kogălniceanu) utcában emelték a 20. század elején, az 1948-as államosítás után itt hozták létre a sportbázist. Az iskola 1957-ben, fennállásának 400. évfordulóján vette fel Bolyai Farkas nevét.[8]
- Bolyaiak szobra, Bolyai Farkast és Bolyai Jánost ábrázoló kétalakos kőszobor a líceum előtti parkban. 1957-ben leplezték le.[8]
- 5. Régi vármegyeháza, barokk stílusú épület, mely 1745–1943 között Marosszék, majd Maros-Torda vármegye székházaként szolgált. Az épület 1711-ben jutott a vármegye birtokába, 1744–1745 között kibővítették, mai formáját 1842-ben nyerte el. Jelenleg képzőművészek műtermeinek ad otthont.[8]
- 7. Maros–Wagner-ház, 18. századi barokk stílusú épület.[6]
- 9. Telegdy-ház. Építtetője Bustya Lajos volt, 1926-ban került a Telegdyek birtokába.[11]
- 13. Unitárius templom, 1929–1930-ban épült neogótikus stílusban. A földszinten tanácsterem és hivatal működik, az emeleten a templomhajó kapott helyet.[10]

#### Jobb oldal
- 18. Domokos-szálló, a 20. század elején építtette Páll Domokos szecessziós stílusban. Gyakran volt összejövetelek színhelye; 1915 júliusában Bernády György itt fogadta Ady Endrét, Boncza Bertát, Bölöni Györgyöt, és Márkus Ottíliát. Jelenleg irodaház, itt van többek között a Megyei Statisztikai Hivatal.[10]
- 20. Trózner-ház, a 19. század végén épült eklektikus stílusban. Soós Pál építtette lánya, Anna számára, aki később Trózner Lajos felesége volt.[6]
- 22. Neobarokk épület. Egyesek szerint itt működött a törvényszék az Igazságügyi palota 1897-es megnyitásáig; fogdája a szomszédos Trózner-ház pincéjében volt. Később Agyagási Károly főorvos otthona.[6]
- 28. Itt lakott Romulus Guga író, költő, műfordító.[10]

### A déli rész

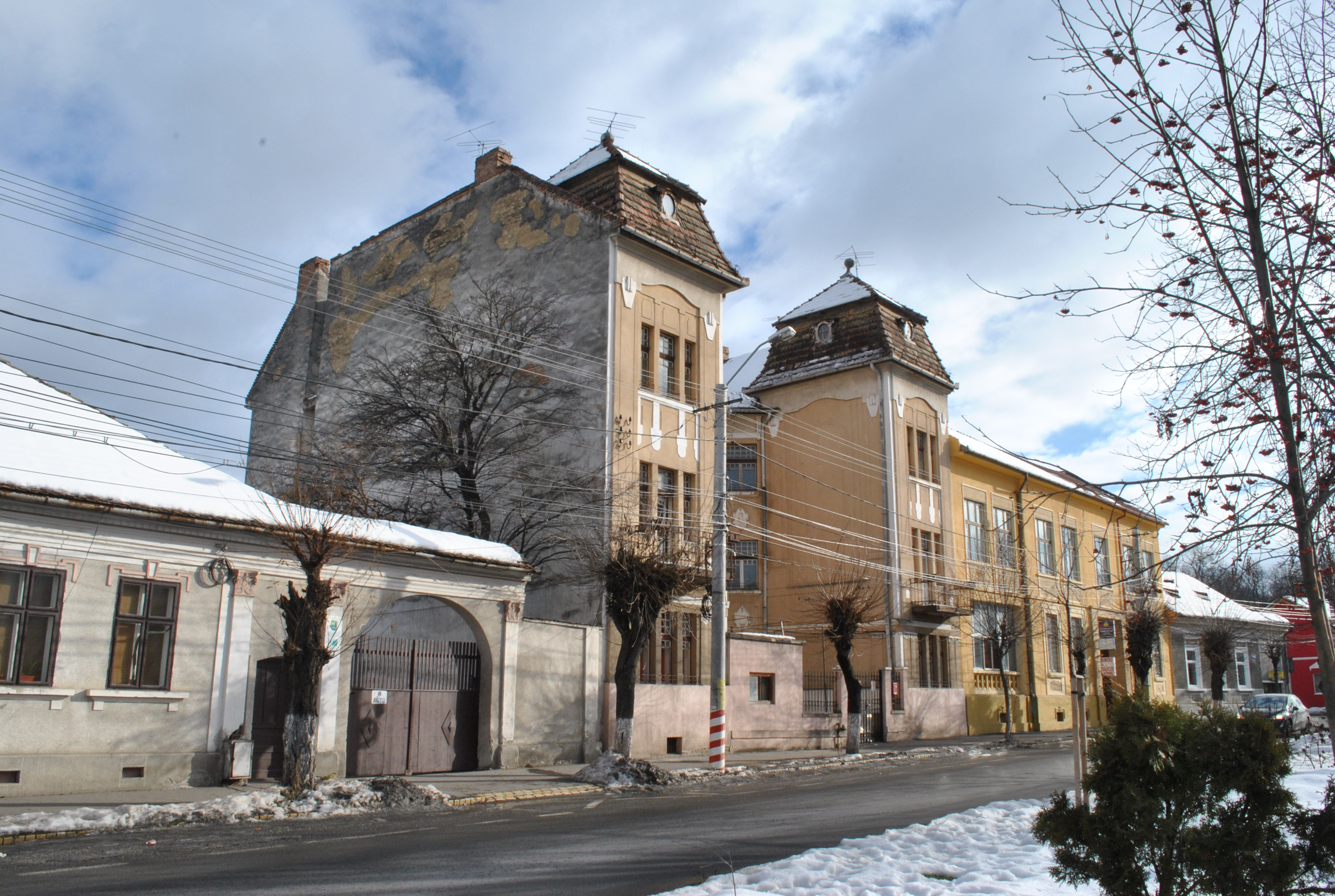
A 23–29. számú házak

A Bolyai utca a Bradului (egykoron Munkácsy) és a Liszt Ferenc utcák keresztezéséig tart, folytatása dél felé a Ștefan cel Mare. A két forgalmi sávot középen zöldövezet választja el, itt látható a 2002-ben leleplezett Pseudosphaera-szobor, mely Bolyai Jánosnak állít emléket.

#### Bal oldal
- 17. Teleki–Bolyai Könyvtár vagy Teleki Téka, 250 000 kötetével Európa egyik leggazdagabb gyűjteménye. Az 1770-es években épült barokk stílusú épületet a Wesselényi családtól örökölte Teleki Sámuel kancellár. 1799–1802-ben kibővítették, majd itt nyitották meg Erdély első közkönyvtárát. A Teleki Téka könyveit 1955-ben a Református Kollégium anyagával, majd további gyűjteményekkel bővítették. Itt működik a Bolyai Múzeum.[8][10]
- 27. A századforduló idején emelte a Barátosi család. Az 1920-as években itt lakott Berde Mária. Az 1948-as államosítás után átépítették és különböző állami intézmények székhelye lett (Állambiztonság, Statisztikai Hivatal, Területi Elektronikus Számítóközpont).[8][10]

#### Jobb oldal
- 30. Kendeffy-ház vagy Királyi Tábla, 1789-ben épült klasszicizáló barokk stílusban. 1827-ben Kendeffy Elek özvegye eladta a Királyi Ítélőtáblának (Tabula Regia); az épületet kibővítették, és Erdély legfelsőbb törvényszékének székhelye lett. Az 1948-as államosítás után átalakították, különböző szervezetek működtek itt. Az 1989-es rendszerváltás után politikai pártok székhelye, itt volt a fekete március egyik színhelye. Az 1990-es évek végén felújították, és ide költözött a Fellebbviteli Bíróság.[12]
- 40. Szecessziós, Komor és Jakab tervei alapján épült ház.[13]

## Műemlékek
10 egyéni épületet, épületegyüttest, szobrot tartanak nyilván műemlékként, ezeken kívül maga a Bolyai utca egy része is műemlék MS-II-a-A-15452 és MS-II-a-A-15460 sorszámok alatt.
| \| Házszám \| Kép \| Megnevezés \| Építés dátuma \| Műemlék kódja \| \| ----------- \| --- \| ------------------------------------ \| --------------- \| ---------------- \| \| 1–7, 2–14 \| \| Belváros része \| 17–19. század \| MS-II-a-A-15452 \| \| 3–29, 16–24 \| \| Bolyai tér része \| 18–20. század \| MS-II-a-A-15460 \| \| 3 \| \| Bolyai Farkas Líceum épületegyüttese \| 1803–1908 \| MS-II-a-A-15479 \| \| 5 \| \| Régi vármegyeháza \| 1745–1843 \| MS-II-m-A-15480 \| \| 9 \| \| Telegdy-ház \| 1905–1910 \| MS-II-m-B-15481 \| \| 10 \| \| Minoriták bérháza \| 1871 \| MS-II-m-B-15482 \| \| 12 \| \| Tolnai-ház \| 1640 \| MS-II-m-B-15483 \| \| 13 \| \| Unitárius templom \| 1929 \| MS-II-m-B-15484 \| \| 17 \| \| Teleki–Bolyai Könyvtár \| 1799–1803 \| MS-II-m-A-15486 \| \| 28 \| \| Lakóház \| 19. század vége \| MS-II-m-B-15487 \| \| 30 \| \| Kendeffy-ház \| 1789 \| MS-II-m-B-15485 \| \| \| \| Bolyaiak szobra \| 1957 \| MS-III-m-A-16075 \| |     |                                      |                 |                  |
| Házszám | Kép | Megnevezés                           | Építés dátuma   | Műemlék kódja    |
| 1–7, 2–14 |     | Belváros része                       | 17–19. század   | MS-II-a-A-15452  |
| 3–29, 16–24 |     | Bolyai tér része                     | 18–20. század   | MS-II-a-A-15460  |
| 3 |     | Bolyai Farkas Líceum épületegyüttese | 1803–1908       | MS-II-a-A-15479  |
| 5 |     | Régi vármegyeháza                    | 1745–1843       | MS-II-m-A-15480  |
| 9 |     | Telegdy-ház                          | 1905–1910       | MS-II-m-B-15481  |
| 10 |     | Minoriták bérháza                    | 1871            | MS-II-m-B-15482  |
| 12 |     | Tolnai-ház                           | 1640            | MS-II-m-B-15483  |
| 13 |     | Unitárius templom                    | 1929            | MS-II-m-B-15484  |
| 17 |     | Teleki–Bolyai Könyvtár               | 1799–1803       | MS-II-m-A-15486  |
| 28 |     | Lakóház                              | 19. század vége | MS-II-m-B-15487  |
| 30 |     | Kendeffy-ház                         | 1789            | MS-II-m-B-15485  |
| |     | Bolyaiak szobra                      | 1957            | MS-III-m-A-16075 |